# 충주 박씨
충주 박씨(忠州 朴氏)는 충청북도 충주시를 본관으로 하는 한국의 성씨이다.
충주 박씨는 8박의 하나로서 조선조에 20명의 문과 급제자와 4명의 장원급제자, 1명의 상신(相臣) 겸 대제학(大提學) 및 양무 공신과 2명의 관찰사, 4명의 청백리, 그리고 많은 학자, 선비 및 장군, 무과급제자, 의병들을 배출했다. 사마시 합격자는 40명이다.
충주 박씨의 확실한 계보는 1474년(성종 5년)에 장악원 첨정(僉正) 박원창(朴原昌)이 처음 정리했는데, 이때의 갑오년 성화보 이후 신묘, 갑술, 갑신, 경신년에 갱신됐고, 박영(英)을 시조로 삼는다.

영모재(永慕齋, 대전광역시 도마동)

추원사(追遠祠, 대전광역시)

영모재(永慕齋) 경내의 비림(碑林)

## 역사
시조 박영(朴英)의 아들 2대 박신(朴臣)이 고려 때 검교신호위대장군(檢校神虎衛大將軍)을 지냈으며, 이 때 충주에서 살던 가족들이 고려 개경으로 모두 옮겨 왔다. 그의 손자 박원숭(朴元崇)이 삼사의 우사(三司右使)를 역임하면서 첨의평리(僉議評理)를 지낸 아들 박득승(朴得升)과 함께 가세를 일으켰다. 그후 고려말에 와서 권신 임견미(林堅味)의 횡포를 탄핵했던 영의 8세손 박광리(朴光理)가 개성소윤(開城少尹)을 지냈고 사복시(司僕寺) 정(正-정3품)을 증직받았다.
9세손인 그의 아들 박진(朴蓁)과 박소(朴蘇)형제가 여말선초 왕조 교체기에 각각 사헌부감찰(司憲府監察)을 거쳐 진해, 직산 감무(監務)와 은산군사(殷山郡事)를 역임중이었는데 역성 혁명(易姓革命)의 소용돌이를 피해 200여 년 간 살아왔던 개성을 떠났다. 남쪽으로 내려온 그들은 충청도 덕진현(현 대전광역시) 가장골에 은거해 이 때부터 충주박씨들은 대전 일대에 세거지를 이뤘다. 그들은 도동(道洞,현 대전광역시 도마동)에 추원사(追遠祠)를 짓고 관조를 비롯 이하 7세의 위패를 안치했다.
8세 개성소윤 박광리(朴光理)의 묘소는 개성 동문밖에 그대로 남아있고, 조선조 개창기인 9세손 참의공 박진(朴蓁)의 아들 사형제 박효함(朴孝諴), 박충함(朴忠諴), 박제함(朴悌諴), 박신함(朴信諴), 9세손 판서공 박소(朴蘇)의 아들 오형제 박인흥(朴仁興), 박의흥(朴義興), 박예흥(朴禮興), 박지흥(朴智興). 박신흥(朴信興)때 대전 세거지에서 다시 벼슬길로 나갔다.
후손들은 대전을 시작, 제천, 영동, 군산, 논산, 공주, 김천 등으로 퍼져 나갔는데 이들 중에서도 특히 단종 폐위때 처가인 광주 송정리로 낙향한 판서공 박소(朴蘇)의 넷째 박지흥의 후손들이 특히 청렴하고 학문이 뛰어나 대제학, 영의정이 나왔다. 이들은 행주 기씨, 장흥 고씨와 함께 호남 학맥의 중심으로 성장했고, 그 결과 조선 시대에 광주를 기고박의 고장 이란 별명으로 불렀다 한다.

## 본관
충주는 원래 백제의 낭자곡성 이었다가 고구려가 점령해 국원성으로 바뀌었다.

## 주요인물

### 고려조
- 박영(朴英) - 부정(副正)
- 박신(朴臣) - 검교신호위(檢校神虎衛)대장군
- 박원숭(朴元崇) - 삼사우사(三司右使)
- 박득승(朴得升) - 첨의평리(僉議評理)
- 박덕린(朴德隣) - 판원사(判院事)
- 박지성(朴之誠) - 민부상서(民部尙書)
- 박세량(朴世梁) - 도첨의사사(都僉議使司)지부사(知部事)
- 박광리(朴光理) - 중산대부(中散大夫),민부의랑(民部議郞),개성소윤(開城小尹)
- 박진(朴蓁) - 사헌부감찰(司憲府監察)을 거쳐 진해,직산 감무(監務), 조선조에 병조참의(兵曹參議)추증
- 박소(朴蘇) - 은산군사(殷山郡事), 조선조에 호조참의(戶曹參議)추증, 이조판서(吏曺判書)가증

### 조선조
- 박효함(朴孝諴) - 서산 현수 재임시 순찰사 최윤덕(崔潤德)[11]과 충남 보령에 해풍성(海豊城)[12]을 토축해 왜구를 방비하고 물리쳤다[13]. 청주목사(정3품 당하관)를 거쳐 강릉대도호부사(정3품 당하관) 통훈대부가 됐고 청백리에 녹선됐다. 세종 때 65세 이상의 관원을 외직으로 보내지 말라는 대간들의 지적에도 불구하고[14] 칠순 나이로 강릉에 부임해 임지에서 순직했다. 강릉공파의 파시조.
- 박원창(朴原昌) - 상주판관(종5품)과 장악원[7] 첨정(종4품) 조산대부, 1474년에 성화보(成化譜-최초의 충주박씨 족보) 편수
- 박원직(朴原直) - 사복시[8] 주부(종6품), 영동(永同) 현감(종6품),사헌부[15] 감찰(정6품)
- 박도(朴壔) - 지례,용안(현재 경북 안동시) 두 고을의 감무(監務)를 거쳐 사헌부 감찰(정6품)과 안주(安州) 목사(정3품) 역임, 통훈대부.
- 박지(朴址) - 현감(종6품) 선무랑(宣務郞)[16]
- 박성건(朴成健) - 자(字)는 사예(士預), 호는 소촌(邵村), 옥천 군수(종4품), 영천 부사(종3품), 제주 목사(정3품 당하관), 이조참판(종2품) 가선대부 추증
- 박성즙(朴成楫) - 자(字)는 제공(濟恭), 중추부 첨지사(정3품), 통정대부

학촌(鶴村)박이룡의 영정

- 박이룡(朴以龍) - 자(字)는 시윤(施允), 호는 학촌(鶴村), 1554년(명종 10년) 진사시, 1576년(선조 10년) 문과 급제. 이조좌랑을 거쳐 황해도 도사(종5품) 재임중 군복 비리 사건에 휘말려 누명을 쓰고 파직됐는데 1592년(선조 26년) 임진왜란에 임금이 몽진을 떠나고 나라가 마비되자 스스로 황의장(黃義將)이라 명명하고 가산을 털어 500명의 의병을 일으켰다[17]. 그들은 김천, 안동, 선산, 성주 등에서 200여 회의 전공을 세웠다. 특히 안동 지례 전투에서 승리 후, 포로로 잡은 왜병 1500명을 창고에 몰아넣고 태워 화근을 없앴다[18]. 박이룡은 이미 초로였음에도 선두에서 칼날 이가 다 빠지도록 싸웠다 한다. 1593년 1월 하로(賀老)[19] 부상고개에서 화살에 맞고 낙마해 중상을 입었는데, 한명윤(韓明胤), 강절(姜節) 두 의병대장의 도움으로 가까스로 목숨을 건졌다. 동년 8월 능성 현령(종5품)으로 부임했으나 후유증으로 순직했다. 한편 우암 송시열이 박이룡을 평가하길 문사(文詞)를 너무 좋아하여 성병(聲病[20])으로 후학들을 장려하는 단점이 있었다고 적은 기록이 발견된다[21]. 그는 사재를 털어 충북 영동에 학당을 건립하는 등 후학들을 기르는 일에도 힘을 쏟았었다. 이조 참의(정3품)에 추증. 현재 김천시 직지사(直指寺) 역 인근에 신도비와 묘역이 조성돼 있다. 비문은 송강 정철의 고손자이자 문장가였던 영의정 정호(鄭澔)가 지었다.
- 박이봉(朴以鳳) - 자(字)는 명윤(明允), 호는 윤은(潤隱), 사헌부 지평(정5품), 통덕랑(通德郞)
- 박응립(朴應立) - 자(字)는 경양(京楊), 절충장군(정3품 당상관 무반), 이조참판(종2품) 가선대부 추증
- 박진영(朴震英) - 자(字)는 여현(汝顯), 오위(五衛)[22] 상호군(정3품 무반) 역임. 우부승지 겸 경연참찬(정3품) 통정대부 추증[23].
- 박유중(朴惟重) - 자(字)는 자임(子任), 의금부 도사(종5품), 중추부 동지사(종2품), 호조 참판(종2품), 가선대부 추증
- 박충함(朴忠諴) - 군기시[24] 정(정3품)을 지냈으며 후손인 양무공신(揚武功臣) 동형(東亨)의 공으로 호조참판(종2품)에 추증. 참판공파의 파시조.

박금(朴嶔)에게 내린 정려

- 박금(朴嶔) - 자(字)는 경망(景望), 호는 추봉(秋峰). 1613년(광해군 5년) 31세에 진사 합격[25], 44세때인 1626년(인조 4년) 병인 별시에 병과 7위로 급제했으나 시험 책임자가 문제를 잘못내 그 해 과거는 취소되고 합격자들도 합격을 취소당했다. 자신의 잘못은 아니었지만 별수없이 과거에 재응시해야 했고, 이듬해 정묘 정시에 병과 2위로 급제했다. 45세 늦은 나이에 문과에 급제해 황해도 도사(종5품)를 거쳐[26], 예조 정랑(정5품)에 올랐는데 갑자기 부친 박대술(朴大述)이 노환으로 쓰러졌다. 그는 직접 간호하러 낙향했다. 자신 역시 나이가 초로였지만 아비 대술 옹을 지극정성으로 보살폈다. 병세가 차도없이 나날이 나빠지자 급기야 자기 허벅지살을 도려내 피를 아버지 입에 흘려넣었다고 한다. 인조(仁祖)가 효자 정려를 내리고 근방의 사방 10리 땅을 상으로 내렸다. 탈상 후 풍기 군수(정4품)까지 지냈다. 정려는 현재 전북 익산시 용안면에 남아있다.
- 박신함(朴信諴) - 자(字)는 유부(有孚). 개천(介川) 군수(정4품), 사헌부 집의(종3품 대관(臺官)), 통훈대부. 집의공파의 파시조.
- 박량(朴良) - 사헌부 집의 신함의 아들. 1462년(세조 8년) 식년 초시에 합격해 홍문관(弘文館) 정자(正字-정9품)가 됐고, 1466년(세조 12년) 병술 중시에 3등(三等) 1위로 급제해 좌랑(정6품), 홍문관 교리(정5품) 겸 기주관을 역임했다.
- 박성량(朴成樑) - 훈련도 정(正), 안주목사(정3품) 통훈대부
- 박성장(朴成章) - 훈련원 첨정(정5품), 중추부 첨지사(정3품)
- 박유검(朴惟儉) - 자(字)는 문보(文甫), 오위(五衛)[22] 중 용양위(龍驤衛)인 좌위(左衛)의 부호군(副護軍-종4품)을 거쳐 절충장군(정3품 당상관 무반)에 오름.
- 박지표(朴之彪) - 자(字)는 자산(子山), 호는 백촌(栢村), 승정원[27] 좌승지(정3품) 통정대부.
- 박유동(朴惟棟) - 자(字)는 시보(時甫), 호는 일석(一石). 조선 중기 학자. 박사삼(朴士三)과 배천 조씨의 아들. 초시에 합격해 진사가 됐고 사직서(社稷署) 참봉(정9품)이 됐으나 문과는 더 응시하지 않고 고향에서 후진 양성에 전력했다. 사계 김장생의 문인으로, 송시열, 송준길 등과 깊은 교유를 나눴다. 문인들에서 알 수 있듯 주자학에만 진력한 학자였다. 송계서원에 제향.
- 박수문(朴守文) - 자(字)는 매백(每伯), 용양위[22] 부호군(종4품) 때 수리관개사업의 공으로[28] 상호군(정3품) 절충장군에 오름.

사로당(四老堂). 충북 영동군 매곡면 소재(所在). 1710년 준공

- 박수근(朴守謹) - 자(字)는 백공(伯恭), 호는 성와(聲窩), 1674년(현종 14년)생. 1714년(숙종 40년)에 생원시 합격, 52세 때 예조좌랑(정6품) 역임중, 1725년(영조 1년) 을사 증광시에 병과 6위로 문과 급제 이후 이조좌랑(정6품), 사헌부 지평(정5품), 장령(정4품)을 거쳐 무안현감(정4품 외직)까지 역임. 동생 수인(守認), 수해(守諧), 수원(守源)과 함께 사로당(四老堂-우측사진)을 지어 형제 모두 80세가 넘도록 책을 읽었다 한다.
- 박경(朴涇) - 자(字)는 사관(士官), 호는 연화당(蓮花堂), 중추부 동지사(종2품) 가선대부
- 박세화(朴世華) - 자(字)는 매지(晦之), 호는 애송재(愛松薺).1679년 (숙종 5년) 문과 급제후 병조, 예조정랑(정6품)을 거쳐, 찰방(종4품) 등을 역임. 양아들인 3등 양무 공신 동형(東亨)이 이인좌의 일당인 박필현 부자를 고변한 공으로 덕은군(德恩君)에 봉해졌고 사후 예조판서(정2품) 자헌대부 추증

1724년 영조의 명으로 충훈부 인각에 걸린 소와당 박동형(朴東亨)의 분무공신화상(奮武功臣畵像). 보물 1927 호

- 박동형(朴東亨) - 자(字)는 수부(秀夫), 호는 소와당(笑臥堂), 시호는 충효공(忠孝公). 상주 사람이다. 1695년 생으로 세량과 개성 차씨의 아들로 태어났지만, 어렸을 적 같은 공주파(상주)의 거목이자 백부인 박세화에게 입양됐다. 1728년 (영조 4년) 음력 3월 15일 이인좌의 난이 일어났다. 그는 당시 상주진의 파총[29]으로 상주로 숨어든 역적 박필현 부자를 고변해 정공신이 됐다.

박동형 양무공신교지(敎旨)

 3등 분무공신에 중추부 동지사(종2품) 가선대부를 제수받고 충원군에 봉해졌다. 1733년 (영조 9년) 광양현감(종6품)을 시작으로 순천부사(정3품 당하관)등을 역임했다. 광양현감 재직 당시 전세(田稅)를 착오한 잘못으로 체포될 뻔 했지만 국법에 유죄(宥罪) 조항(너그러이 용서해 주는 것. 공신의 특권 중의 하나다) 덕에 별탈없이 넘어갔다. 문과 급제는 못해 벼슬은 거기서 그쳤으나 공조판서(정2품) 자헌대부를 추증받고 영조가 친히 예장과 묘조를 내렸다. 부인은 경주 노씨. 박동형은 44세로 타계했고 그의 아들인 박완신(朴完臣)도 아버지의 공으로 대호군(종3품)에 오르고 완흥군(完興君)에 봉해졌다.
- 박종우(朴宗祐) - 1746년(영조 22년)생. 1802년(순조2년) 임술 정시에 병과 5위로 급제. 첨정(종4품) 조산대부
- 박제함(朴悌諴) - 1403년(태종 3년)생. 조선전기 무신. 제주판관(종5품)에 제수됐고 이어 서천현령(현재 서산시), 서천군수(현재 서천군), 회령도호부사(정3품 당하관) 겸 절충장군(정3품 당상관 무반 품계)을 거쳐 호분위 대호군(정3품 무반품계) 겸 군기시 정(정3품 당상관)에 올랐다. 차남 형무(衡武)의 공으로 병조참판(종2품) 가선대부 겸 의금부동지사(종2품)에 추증됐다[36]. 제주공파(濟州公派)의 파시조.
- 박형문(朴衡文) - 자(字)는 규보(奎甫), 호는 이예당(二藝堂). 제함의 장남으로 1421년(세종 3년) 생. 1475년(성종 6년) 을미 알성시에 장원급제. 육진어사, 부여현감(종6품), 사헌부 지평(정5품), 장령(정4품), 임천군수(종4품), 창원도호부사(정3품), 진주목사(정3품), 종부시[37] 정(正-정3품), 통례원[38] 좌통례(정3품) 통훈대부에 오름. 은퇴후 교육에 전력했다. 대전광역시 내동(안골)은 원래 예정리라 했는데 그가 예정(芸亭)이란 정자를 직접 짓고 학생들에게 학문과 무예를 전수했다고 해서 예정리란 이름이 붙었었다[39]. 충청도 관찰사 형무(衡武)의 형으로 두 형제가 모두 문무겸전이었다.

단서철권(丹書鐵券)의 예. 사진은 이천서씨 양경공파 파시조 서유가 태종에게 받은 단서철권

- 박형무(朴衡武) - 자(字)는 우보(羽甫), 제함의 차남으로 1440년(세종 22년) 생. 1464년(세조 10년) 갑신 별시 무과에 합격하고, 1466년(세조 12년) 병술 발영시[40]에 27세로 급제해 한 계급 올랐다[41]. 합격자는 4명에 불과했고 남이 장군과 발영 무과 동기다.[42] 청풍군수(종4품), 제포첨절제사(종3품)와 강릉도호부사(정3품 당하관)를 역임했고 북방 육진의 방비를 맡았으며 충청도 병마절도사(종2품)에 올랐다. 연산군 일기에 그를 묘사하길 공손하고 말수와 웃음이 적은 편에 체격이 매우 크고 궁사와 승마에 능했다고 적고 있다[41]. 청풍군수 재직시 전세를 유용했다는 혐의로 대간들에게 탄핵을 여러차례 받았지만[43] 증좌가 없어 넘어갔다. 그가 거듭된 탄핵에 재차 사퇴를 청하는데도 사직서는 수리되지 않았다. 이후 그는 제포첨절제사(종3품 무반)로 연산군에게 계속 중용됐다. 연산군 일기(=실록)에 첨절제사 때 기록이 나오는데[44] 제포(경남 진해)에는 삼포 개항[45]으로 생긴 일본인들 마을이 있었다. 각 첨절제사는 왜관에 대한 경비와 순찰, 동정 보고를 올리는 것이 임무였다. 하루는 왜인촌에 불이 나서 형무가 수하들과 급히 가보니 일본인들끼리 칼부림이 나고 있었다. 급히 싸움을 멈추게 하니 자신을 미우라 라에몬(三浦 羅汝文)이라 소개한 이가 예를 취하며 말하길, 우리들은 대마도 관리들인데 제포 거주 일본교포 11명이 사관[46] 없이 무허가 어업을 나갔다가 폭풍우에 표류해 대마도주 '종 의성(일본어: 宗 義盛)'에게 적발돼 8명은 즉결처분하고, 나머지 3명을 추격 중이라며 대마도주의 직필 서신을 제출했다. 재조선 일본인이 무허가 어업을 해 조선측으로서도 중죄이니 마음대로 처분토록 하라 허락했다는 보고가 등장한다. 승진을 거듭한 그는 연산군 때 권세가인 거창 신씨(愼氏)와 사돈을 맺었고, 단경왕후 신씨(愼氏)[47]와 인척이 됐다[48]. 연산군의 총애를 받았던 박형무는 중종 반정으로 곧 위기를 맞았으나 족친 가자(加資-[49])를 유지토록 허락됐다[50]. 반정 공신들이 그의 자리와 재산을 탐냈음에도 중종의 중전인 단경왕후와 사돈지간이라 충청병마절도사(종2품) 가선대부[51]에 증직돼 단서철권(丹書鐵券[52])을 하사받고 인각화상[53][54]의 영예가 주어졌다. 1512년(중종 7년) 10월 사망했다. 향년 73세. 공주 유성현 미전리 부친 봉분 아래에 묻혔다.
- 박사진(朴士振) - 자(字)는 치용(致用), 호는 가곡(佳谷). 스승 조헌(趙憲)과 함께 700 의병이 됐다. 고바야카와 다카카게(일본어: 小早川 隆景)군에 맞서 금산전투에 참전해 순국했다. 정려가 남아있다.
- 박홍우(朴弘祐) - 자(字)는 여길(汝吉), 무과급제, 비변랑(종6품), 선전관, 은율현감(종6품) 역임. 1646년(인조 24) 공주진 대장(정3품)으로 역적 유탁(柳濯)을 토벌해 1등 공훈으로 중추부 동지사(종2품) 가선대부에 오름.
- 박주흠(朴周欽) - 자(字)는 여직(汝稷), 호는 취간(翠澗), 공조참판(종2품)
- 박해(朴海) - 자(字)는 중함(仲涵), 호는 후포(後浦), 1569년(선조 2년)생, 1601년(선조 34년) 신축 식년 초시에 붙어 생원이 됐고 예문관 검열(정9품)로 계속 공부했다. 1606년(선조 39년) 병오 증광시에 병과 8위로 급제해 예문관 대교가 됐고 1608년(선조 41년)무신년 알 수 없는 이유로 삭출됐다가 인조반정 후 다시 예문관 대교로 재기용.

승문원 계원들의 회첩인 괴원계첩(槐院契帖). 맨 좌측에 박사하 공의 이름이 보인다.

- 박사하(朴思遐) - 자(字)는 영관(永觀). 1617년(광해군 9년) 생. 28세 때인 1644년(인조 22년) 갑신 별시에 병과 12위로 급제. 승문원[55] 부정자(정8품)에 오름. 그후 교리(종5품)와 첨지사(종4품) 조산대부 역임.
- 박의흥(朴義興) - 병조참의(정3품 당상관) 통정대부 추증. 참의공파의 파시조.
- 박지흥(朴智興) - 1411년(태종 11년)생. 진사시 급제 후 문과는 더 이상 보지 않았다. 고향에서 후학들을 가르치며 책만 읽었다. 사돈인 세조 때 공신 권람(權擥)이 누차 천거했으나, 그는 세조 왕위찬탈에 반대해 고향에서 책만 읽었다. 첫째 부인과 사별후 56세때 서씨 부인을 재취로 얻어 처가인 광주 송정리로 이사갔다. 그는 서씨에게서 늘그막에 정(禎-57세에), 상(祥-64세에), 우(祐-66세에) 3아들을 얻었고 이들이 모두 대성했다. 손자 사암 박순의 공으로 병조참판 겸 좌찬성 숭정대부에 추증. 찬성공파의 파시조.
- 박정(朴禎) - 자(字)는 창국(昌國), 호는 하촌(荷村), 지흥의 장남으로 1467년(세조 12년)생. 어린 나이에 생원시에 합격했고 당시 호남 사림에서 그를 평가하길 '매우 뛰어난 도와 정묘한 문장, 그리고 정대한 성품으로 당대사림의 사표'라 했고, 조실(早失)한 부친 대신 7살, 9살 터울이 되는 어린 두 동생 눌재(訥齊)박상(-祥)과 육봉(六峯)박우(-祐)를 직접 가르쳐 대성케 했다. 그의 문하에서 조선 유학자의 최대 영예인 홍문관 대제학과 3명의 장원급제자가 배출됐다. 그들 3형제를 송나라 소동파(蘇東坡)의 삼소(三蘇)[56]에 견줘 동국삼박(東國三朴)[57]이라 불렀다. 맏이인 그를 호남의 선비들이 백미[58] 다라고도 하고 특히 점필재 김종직(佔畢齋 金宗直)도 호남 관찰사 시절 그와 얘기를 나누고 말하길 '실로 나라의 그릇이로다'라 했었지만 요절했다[59].

문간공(文簡公)의 영정

눌재가 받은 교지(敎旨)

눌재(訥薺) 문집(文集)의 목판

- 박상(朴祥) - 자(字)는 창세(昌世), 호는 눌재(訥薺), 시호는 문간공(文簡公), 지흥의 차남으로 1474년(성종 5년)생. 1496년(연산군 2년)에 생원시 합격. 교서관[60] 정자(정9품)가 됐고, 1501년(연산군 7년)에 식년시[61] 을과에 급제, 교서관 박사(정7품), 별제(종6품[62]) 등을 역임했다. 1506년(연산군 12년)에 전라도 도사[63]에 자원해, 연산군의 총애만 믿고 횡포를 부리던 우부리(牛夫里)[64]를 곤장으로 때려죽이고 금강산 정양사(正陽寺)에 숨었다가 중종반정으로 돌아왔다. 반정 직후 사가독서를 허락받고 사간원 헌납(정5품,대간(臺諫))이 돼 반정공신 책정의 난맥상을 끊임없이 지적했다. 또 왕실 종친의 중용을 극구 반대하기도 하고, 훈구공신들의 전횡에 대해 끊임없이 탄핵 상소를 올린 끝에 결국 임금과 훈구파들의 공분을 샀다. 곧 그는 한산군수로 좌천됐으나 사헌부가 바른말하라고 뽑은 대간을 지방으로 쫓아내다니 말도 안된다고 중종에게 항의한 것이 1년을 끌자 왕도 할 수 없이 종묘서 령(종5품), 소격서 령(종5품) 등 한직을 내렸다. 눌재도 모친 봉양을 핑계로 임피[65] 현감(종6품)을 자청해 품계에 연연하지 않음을 보이고 궁을 떠나버렸다. 1511년(중종 5년) 홍문관 수찬(정5품)에 재기용돼 응교(정4품)를 지냈다. 그리고 1515년 담양부사(정3품)로 재직중 장경왕후가 죽었다. 그와 순창군수 김정(金淨)은 폐서인됐던 단경왕후 신씨(愼氏)의 복위를 상소했는데 이게 다시금 중종과 대왕대비 정현왕후의 진노를 사 오림역[66]에 유배됐다. 이듬해 조광조와 사림파들이 중용되면서 그 역시 유배가 풀려, 의빈부 도사(종5품)와 장악원 첨정(종4품) 등을 역임하고 이듬해 순천부사(정3품)가 됐으나 마침 모친상으로 사직했다. 모친상을 모시느라 1519년의 기묘사화만은 피했던 그는 심정(沈貞)의 원한을 사 결국 외직으로 쫓겨났다. 1526년까지 충주와 상주 목사를 지냈던 그는 사림파 후배들을 챙겼고 특히 조광조의 동문인 김안국(金安國)과 김세필(金世弼)의 여주 학당에 친구인 여주목사 이희보(李希輔)에게 쌀 200석을 빌려다 동문들에게 나눠주고 가을에 다시 쌀을 직접 실어다 갚기를 매년했다고 한다. 사복시 부정(정3품) 등을 지냈으며 1526년(중종 21년) 병술 중시에 장원급제했으나 당시 훈구권신들의 눈밖에 나 승진하지 못하고 1527년 나주 목사가 됐다가 그나마 병으로 낙향했다. 청백리였고 당대의 문장가로서 성현(成俔),신광한(申光漢),황정욱(黃廷彧)과 함께 서거정(徐居正) 이후 사가(四家)로 칭송된다. 이조판서 자헌대부에 추증돼 광주의 월봉서원(月峰書院)에 제향됐다. 눌재는 훈구파와 사림파 교체기의 시작에 일생을 사림운동에 전력하고 물심양면으로 그 성공을 도왔다. 특히 생전의 단경왕후 신씨 복위에 관한 상소는 강상[67](鋼常)을 바로잡은 충언이었다라고 생전의 조광조가 극구 칭찬한 바 있다[68]. 후배였던 퇴계 이황도 그를 가리켜 '원우(元祐)의 완인(完人-명예와 신분에 전혀 흠이 없는 완전한 인간)'이라 극찬[69] 하였다. 고양이에 관한 일화가 있다.

충렬공(忠烈公)이 보낸 서간을 묶은 책의 한 페이지

- 박우(朴祐) - 자(字)는 창방(昌邦), 호는 육봉(六峯), 시호는 충렬공(忠烈公), 대광보국숭록대부. 지흥의 삼남으로 1476년(성종 7년) 생. 1507년(중종 2년) 사마시에 장원급제 진사가 됐고 1510년(중종 5년)에 식년문과에 병과로 급제했다. 예문관 검열(藝文館檢閱-정9품)로 등용돼 곧 전적(典籍-정6품)이 됐고 흥덕현감(종6품)으로 근무중 모친상을 치르고 복귀해 호조정랑(정6품)을 거쳐 홍문관 교리(정5품)가 됐다. 왕과 대신들이 모인 경연에서 '고금제왕들의 치란흥망(治亂興亡)에 관한 이유를 설파하니 모두 감탄했다'는 기록이 남아있다. 시강원 필선, 직제학, 성균관 사성(종3품), 승정원 좌승지(정3품)를 거쳐 강원도관찰사에 올랐으나 청렴했다고 한다. 한편 한양 조정에선 김안로(金安老)와 허확, 허항, 정유택 등 훈구파들이 함부로 옥사를 일으키고 사림파를 죽이고 쫓아내자 그는 자진해서 남원부사로 나가버렸다. 허확(許確)이 전주부윤[70] 이 돼 자신의 상관으로 부임했으나 그는 정무 외에 인사를 간다거나 비위를 맞추지 않았다. 허확 부자가 상관지위를 남용해 별수없이 얼굴을 내밀었으나 결국 얹짢게 돌아와버렸다. 남원으로 내려온 당초 의도와 달리 권세가들과 얽혀 귀찮은 일이 자꾸 생기자 아예 벼슬을 내놓고 틀어박혀 2년간 책만 읽었다. 도승지(都承旨-정3품당상관)로 복직, 곧 대사헌(종2품)이 됐으나 허항이 2년 전 일로 앙심을 품고 모함해 공주목사(정3품)로 좌천됐다가 곧 파직됐다. 2년 후 다시 병조참의로 복직되나 허항이 또 모함해 해주목사로 좌천됐다. 그는 해주에서 선정을 베풀어 해주 백성을 교화했다는 공으로 중종이 표리(表裡-왕이 신하에게 하사하는 옷의 안감과 겉감)를 내려 포상했다. 그뒤 성균관 대사성, 병조, 이조참의를 지냈다. 인종 때 한성좌윤(종2품)겸 춘추관 동지사종2품)로 중종실록을 감수하고 명종 때인 만년에는 전주부윤(종2품)을 역임했다. 청백리에 뽑혔고 아들 박순의 공으로 영의정에 추증됐다. 형 박상과 더불어 사림파로서 당대 훈구공신들로부터 심한 박대를 받았으나 끝내 소신을 굽히지 않고 사림의 길을 열었다.
- 박개(朴漑) - 자(字)는 대균(大均), 호는 연파처사(烟波處士). 박우의 장남이자 영의정 사암(思庵)의 형. 1511년(중종 6년) 서울 태생. 어린 시절 신동으로 유명했는데 "자식으로서 배울 것은 효도만한 것이 없다. 곤궁할까 현달(顯達)할까는 하늘에 달려 있고 효도는 나하기 나름인데, 하늘에 달려 있는 것은 내가 알 수 없는 것이고 나하기 달린 것은 내가 힘써야 한다"라는 뛰어난 말을 해 주위 어른들을 놀라게 했다한다[71]. 어린 아이가 사자소학(四字小學) 효행편[72]에서 배운대로 행동하는 걸로 유명해서 아비인 박우가 걸핏하면 아들 자랑이어도 주위 누구도 별로 흉보지 않았다고 한다. 서울에서 계속 학업을 닦던 그는 18세 때 처음 과거를 봤는데, 시험보러 온 선비 하나가 인파에 밟혀 죽은 걸 보고 "선비가 첫째를 다투느라 사람을 죽여도 돌보지 않게 되니, 이것이 어찌 인인(仁人),열사(烈士)가 뭇사람과 함께 나아갈 수 있는 일이겠는가"라며 과거를 때려치웠다. 그 길로 아버지 고향인 광주 송정리에서 은둔생활을 시작했다. 평생에 베풀기를 좋아해 친족,처족 중 돈이 없어 굶으면 입고 먹을 것을 줬고, 상을 당해도 돈없어 장사를 못지내는 이에게는 돈을 줬으며, 역시 돈때문에 혼례를 못하는 친척에겐 비용을 댔다고 한다. 하루는 그가 나룻배에서 거문고를 뜯고 유유자적하는데, 불현듯 뱃머리를 손으로 두드리며 읊은 시 하나[73] 가 당시 사람들 사이에 유행했다. 소문이 퍼져 선조에게까지 보고됐는데, 임금이 어사를 보내 알아보니 거문고와 책으로 집안이 가득한데 마침 강둑 정자에서 백발 노인이 누워 길게 시조를 읊조리다가, 문득 어린 종을 시켜 배를 저어 안개끼고 물결치는 사이에서 노닐고 해가 져도 돌아가는 것마저 잊더라며 보고했다. 임금이 “옛날 사안(謝安)[74] 이 기녀(技女)를 데리고 동산(東山)에 은거하였으나 백성들에게 매우 인기가 높았다는데 아마 이런 사람이었겠다"했다고 한다. 시가 마음에 들었던 선조는 계속 어사를 보내 벼슬을 주려 했지만 그는 이리저리 피하며 계속 거절을 거듭했다. 선조 임금이 친히 당시 경연관[75] 이었던 그의 동생 사암(思菴) 박순(朴淳)을 불러 형을 설득하라고 명했다. 60세가 이미 넘은 처사는 동생 때문에 마지못해 한성부 참군(정7품)에 제수됐다[76]. 곧 고산(高山) 현감(정6품)이 됐고 정3품 당상관인 통정대부(通政大夫)의 품계에 오른 후 김제 군수(종4품)로 1년을 더 지내다 관직을 물리고 자연으로 돌아갔다. 76세가 되던 1586년(선조 19년) 세상을 떠나던 날 들것에 연파정으로 실려갔다. 가까스로 숨이 붙어서는 스스로 문상객도 만나주고 밤새 옆에서 가야금을 뜯게 하고 노래를 부르게 하면서 시 한 수[77] 남기고 세상을 떠났다.

사암(思菴)의 영정

사암(思菴)의 송설체(松雪體)

사암(思菴)문집의 목판

- 박순(朴淳) - 자(字)는 화숙(和叔), 호는 사암(思菴), 시호(諡號)는 문충공(文忠公), 대광보국숭록대부(大匡輔國崇祿大夫). 청백리에 녹선. 상(祥)의 조카이며 우(祐)의 차남. 1519년(중종 14년) 서울 태생. 14살 때까지 부친 박우에게서 배우고, 15세에 화담 서경덕에게 배웠다. 화담 학풍에 영향을 받은 그는 평생을 두고 책과 실제를 양립시켜 생각했고 어디에 얽매이거나 구애받는 것을 싫어했다. 그래서 원로가 돼서도 아직 새파랬던 율곡 이이(李珥)나 성혼(成渾)과도 스스럼없이 교우가 매우 두터웠다. 1549년(명종|명종 4년) 26세가 된 그는 현재 대전광역시 문지동에 있는 시조묘 아래에 '사암'이란 서실을 짓고 독자적 연구를 시작해 주위 성리학자들이 그를 사암선생이라 했다. 그는 화담에만 갇히지 않고 이기이원론(주리론)을 기초로한 정통 주자학의 교조 퇴계 이황이나 실천 유학자 남명 조식으로부터도 사사받으며 폭을 넓혀갔다[78]. 1553년(명종 8년) 친시문과에 장원급제 후, 왕의 사위가 밀수한 물목을 압수하기도 하고 훈구파 임백령(林百齡)의 공훈을 폄하해 궐문밖으로 쫓겨나기도 하는 등, 훈구공신들에 맞서 조선 정치의 물줄기를 사림 쪽으로 이끌었다. 1567년(명종 22년)에 예조참판(종2품)에 올랐고, 1570년(선조 3년)에 예조판서(정2품), 그리고 홍문관 대제학에 올랐다. 사실 박순은 명종 때 이미 한 번 홍문관 대제학에 임명됐었는데 얄궂게도 퇴계 이황이 당시 그 아랫자리인 제학이었다. 스승을 제치는 법은 없다며 박순은 퇴계에게 대제학 자리를 양보했다. 당시 퇴계는 66세, 사암은 44세였다. 퇴계 역시 대제학 자리를 사양해 두 사람의 이야기는 미담으로 역사에 기억됐다. 1572년(선조 5년)에 우의정, 이듬해인 1573년에 좌의정, 1579년(선조 12년)에 영의정에 올랐다. 사암은 정승 자리에 14년간 장기 재임한 끝에 이이와 성혼을 두둔해 탄핵됐다. 당시 율곡은 자기 스승 휴암 백인걸의 사람됨과 학문을 어찌보느냐는 선조의 물음에 '기고학황(氣高學荒)[79]'이라 당돌하게 말하는 등, 젊은 나이에다가 말을 꾸밀 줄 모르는 그의 태도는 대다수 선비들을 등돌리게 만들었다. 박순이 대부분의 선비들은 물론 동문수학했던 친구들조차 적으로 돌릴지도 모르는 데도 이이와 성혼을 두둔한 것은 극단에 치우지는 것을 싫어하는 공의 천성과 사림 운동의 미래를 염두에 둔 대국적 판단 때문이었다. 아니나다를까 동문수학했던 절친 초당 허엽과 공의 애제자 정개청마저 등을 돌리고 동인 편에 섰다. 사암은 서화담의 문인인 동시에 퇴계의 문인이기도 했기 때문에 서인으로 몰려 사방에서 공격받는 것은 부당한 점이 많았다. 그러나 이게 단순히 기호학파의 서인과 퇴계, 남명학파, 화담학파의 동인 간의 대립 때문만은 아니었다. 얼마간 정승 자리에서 붕당 대립을 원만히 마무리하고 결속을 다지려 했던 그는 점차 원로 사림과 신진 사림 간의 대립으로 논란이 옮겨 붙자 스스로 하야했다. 조광조의 근본주의 운동에 매료된 후배 신진 사림들은, 유교를 단순히 식자들의 이념에서 당시 조선 백성 전체의 실천강령으로 만들기 위해 1세대 사림들과 스탠스를 달리했다. 더우기 훈구공신들과 임금에 대해 상대적으로 타협적 자세였던 원로 선배 사림들의 자세는 공격의 대상이었다. 애제자 정개청[80]의 변절도 이 때문이었다. 사림을 위해 누구보다 치열히 싸웠던 그가 후배들에게 떠밀려 물러나야 했지만 그는 젊은 사림들의 뜻과 의지를 꺾지 않고 지켜줄 줄 아는 대국적인 견식을 가지고 있었다. 게다가 무엇보다 문형(文衡)[81] 으로서 왕수인(王守仁)의 양명학을 철저히 배격하고 정통 주자학을 관철해 후세 서인의 영수인 우암 송시열과 동춘당 송준길등에게도 계속 존경[82]을 받고 사상이나 작품등이 계속 사랑을 받을 수 있었다[83]. (사암은 노장 사상에도 상대적으로 개방적인 자세를 취했던 서화담의 문인이었기 때문에 문묘에 배향되지는 못했다.) 사암공은 조선 정치사상 처음으로 등장하는 붕당 정치의 서막에 경기도 포천 백운산에 배견와(拜鵑窩-초가집)와 이양정(二養亭)을 짓고 오래지 않아 향년 67세로 세상을 떠났다. 스승 퇴계 이황이 그를 묘사하길 '그는 한 덩이의 맑은 얼음과 같아서 그를 대하면 정신이 갑자기 시원해짐을 느낀다'고 하였다. 그의 풍신(風神)이 시원하고 명랑하며 맑고 밝으면서도 항상 몸가짐이 조용하고 경서의 깊은 뜻을 해석하여 응대함이 정민하기로 정평이 있었는데 명종도 이르길 '그는 송죽(松筠)같은 절조(節操)와 지조(志操)가 있고 수월(水月)같은 정신(精神)이 있다'고 평한 바 있다. 명나라 신종(神宗) 연간인 1572년에 사은사(謝恩使)로 북경에 가서 당시까지 쪽문으로 드나들어야 했던 외국의 사신들을 당당히 정문으로 드나들도록 주청해 개선하였던 이야기와 송설체(松雪體-원나라 조맹부의 서체, 왕희지의 글씨가 주종을 이룸. 우측 사진)의 대가로도 알려져 있다.
- 박희수(朴希壽) - 자(字)는 덕로(德老), 호는 회헌(懷軒). 눌재공의 손자. 아버지 박민제(-敏齊)의 둘째아들로 진사시까지 통과한 삼촌 박민중(-敏中)이 후사가 없이 병약하자 양자로 들어갔다. 결국 민중은 요절하고 회헌공이 후사를 이었다. 그러던 1577년(선조 10년) 음보(蔭補)로 후릉참봉(9품)이 됐다. 5촌 작은 당숙인 사암 박순이 정승의 자리에 있었지만 결코 덕을 보거나 권세를 바라지 않았고 가풍이 깨끗하여 서로 그것을 당연하게 알았다. 1592년 임진왜란이 발발하자 광주에서 고경명(高敬命)과 함께 의병을 모집하고 군량을 조달했다. 이 공로로 호성원종공신(扈聖原從功臣-[84]) 1등에 책록. 한성부 참군(정7품),사포서(司圃署-[85]) 사포(司圃-정6품)를 거쳐 형조좌랑(정6품) 역임.
- 박용주(朴用柱) - 자(字)는 용지(用之), 호는 송사(松史). 1871년(고종 8년) 광주 태생. 1888년(고종 25년) 무자(戊子) 식년시(式年試) 병과(丙科) 24위 급제. 이후 홍문관(弘文館) 교리(校理-정5품) 겸 지제교(知製敎-[86])까지 역임하였고 광무개혁 후 대한제국이 들어서고 관직체계가 일신(一新)되어 1899년(고종 36년 궁내부(宮內府) 내(內) 홍문관(弘文館) 시독(侍讀)에 새로 임명되었으나 의원면본관(依願免本官-본인이 원하여 관직을 사퇴함)을 청하여 39세의 한창 나이에 낙향하였다[87]. 대한제국은 이미 3년여전인 1895년에 이미 명성황후 시해사건이 벌어졌었고 이미 대한제국의 국권은 바람앞의 촛불처럼 내일을 기약할 수 없는 때였다. 당시 조선 조정은 아관 파천을 겪고 수구파들과 친러파가 장악한 상태였다. 이후 한일강제병합(韓日强制倂合)과 치욕적인 역사속에 은거생활을 하였다.

## 야사

선조가 효자 응훈에게 내린 정려

호총(虎塚)-효자 응훈을 밤마다 지켜줬다는 호랑이의 무덤

- 오촌(梧村) 박응훈(朴應勳-1539~1590)은 충북 영동 황간사람인데 임진왜란때 의병장 박이룡(朴以龍)장군의 동생으로 효자로 크게 유명했다. 신묘하게도 부모 산소에서 시묘를 하는동안 밤마다 호랑이가 지켜주고 심지어 오촌공을 따뜻하게 품어주었다고 하여 호점산소(虎点山所)로 명명된 묘역 옆으로 지금도 호랑이의 무덤(虎塚)이 전해지고 있다. 이로 인해 선조 34년 정려가 내려졌고 현종때 이를 기려 송계서원(松溪書院)에 배향되었다.
- 눌재(訥齎) 박상(朴祥-1474~1530)은 광주 송정리 절골사람이다. 하루는 연산군이 전국 팔도에 채홍사(採紅使)를 내려보내 미녀사냥을 하던 중 나주골에 사는 무뢰한 우부리(牛夫里)의 딸이 간택되었다. 그 딸이 연산의 눈에 들어 총애를 받게되자 그 아비 우부리가 그 권세를 믿고 패악과 부정부패를 멈추지 않으니 민심이 날로 흉흉하고 그곳 수령은 물론 관찰사(종2품 외직,병권까지 모두 관장한 지방최고직)조차도 그에게 거스르면 목이 달아나는 판이었다. 서울에서 벼슬을 살던 눌재는 이를 알고 전라도 도사(都事-감찰과 규탄을 맡은 종5품 관직)를 자원하여 부임하자마자 부임을 알고도 인사를 오지 않은 죄라며 뒤집어씌워 우부리와 집안 가속들을 금성관(錦城館)마당에서 곤장으로 때려죽였다. 우부리의 집에서는 장례치를 생각도 하지 않고 사람을 서울로 급히 보내 고변(急派告變)을 하니 화가나서 길길이뛰는 연산군의 명으로 금부도사가 사약을 가지고 나주로 내려오는 길이었다. 한편 눌재공은 우부리의 죄상을 조정에 낱낱이 밝히는 동시에 당당히 임금에게 대죄(待罪)를 청하려고 즉시 상경을 결심하였다. 그리고 나주목사에게 사표를 제출하는 길로 바로 전남 장성의 갈재를 넘어 입암산(笠岩山)밑 갈림길에 이르렀는데, 난데없이 들고양이 한 마리가 "야옹 야옹"거리며 바지가랑이를 물어채기에 이상히 여겨 오라는대로 따라갔다. 그 때 금부도사는 반대쪽 큰길로 지나가 서로 길이 엇갈려 절체절명의 위기를 모면했는데 얼마안가 중종반정(中宗反正)이 일어나 그 사건은 불문(不問)에 붙이게 되었다(脚註: 중종반정의 성공은 그가 왕의 장인을 때려죽인 이 사건에 조정의 모든 이목이 쏠렸던 덕분이라는 견해도 있다[88][89]). 눌재공은 고양이의 은공을 잊지 않기위해 자신의 전답중 수십 결의 논을 따로 묘답(苗畓-고양이의 은혜를 갚는 논)이라 이름붙이고 거기서 나온 소출을 매년 금강산 정양사에 공양하였다고 전한다. 공양은 조선조가 망할 때까지 후손들이 계속했는데 일제시대가 되자 일본인들이 역둔토(소유주가 분명하지 않은 토지)라 규정하고 해당 전답을 국유화했다. 눌재의 후손들은 대대로 고양이를 은혜로운 동물로 여겨 특히 귀여워했다고 전한다.

가훈 현판

## 가훈
家傳忠孝 世守敦睦(가전충효 세수돈목: 위아래로는 충효를 전하고, 옆으로는 돈독하고 화목함을 지켜라)

## 인구
2000년 현재 통계청 발표에 의하면 충주박씨는 8,559가구 총 27,486명이 있는 것으로 집계됐다.
1985년 당시 지역별 인구 분포가 서울 6,468명, 부산 731명, 대구 652명, 인천 656명, 경기 2,199명, 강원 451명, 충북 1,647명, 충남 5,091명, 전북 1,266명, 전남 3,159명, 경북 872명, 경남 384명, 제주 41명으로 수도권을 제외하면 충남과 전남 지역이 대종이었다.
2000년에 서울 6,622명, 부산 706명, 대구 716명, 인천 1,249명, 광주 2,287명, 대전 4,320명, 울산 212명, 경기 5,011명, 강원 409명, 충북 1,564명, 충남 1,231명, 전북 1,065명, 전남 818명, 경북 870명, 경남 349명, 제주 57명으로 수도권과 대전에 집중돼 있음을 알 수 있다.
2015년 대한민국 통계청 인구주택총조사에서는 34,226명으로 조사됐다.

## 같이 보기
- 박 (성씨)
- 박용철 - 일제시대 민족시인
- 조선의 과거 제도